# Kronojord
Kronojord kallades den mark som tillhörde Kronan, alltså staten. Villkoren för jakt, bosättning och skattevillkor reglerades av staten och den kronojord som förblev i statlig ägo kom småningom att omvandlas till de marker som förvaltas av dagens Sveaskog.
Bosättare på kronojord, på ett så kallat kronohemman, hade i regel åborätt och kallades kronobönder. Åborätt innebar en ärftlig arrenderätt på ett kronohemman (ungefär en rätt att hyra ett hemman).
Friköp av kronojord, s k skatteköp, hade sporadiskt förekommit i äldre tid och med en förordning 1723 fullt ut reglerats. Gustav III upphävde dock denna förordning 1773 och böndernas möjlighet att friköpa kronojord och omvandla den till skattejord återinfördes av densamme först vid riksdagen 1789 (se förenings- och säkerhetsakten).

## Historiska områden
Malingsbo-Klotensområdets 100-åriga historia som kungajaktsområde i Bergslagen grundar sig i att området var kronojord.
Gustav Vasa såg till att all orörd mark automatiskt skulle ses som kronojord, så att fiskerätt, gruvdrift med mera i sådana områden skulle bli kronans.
Svedjefinnarnas etablering på 1600-talet i orörda skogsområden skedde som regel på kronojordar, där bevakningen av vad som hände inte var lika omfattande som de marker där ägaren fanns närvarande. En av anledningarna till etableringen var att Karl IX bjöd in dem dit mot tillfällig skattefrihet för att få mer inkomster till kronan från skattebönder och kronobönder på skattehemman respektive kronohemman.